# Marco Argüelles
Marco Arturo Argüelles Villordo (2 de marzo de 1989, Puebla, Puebla, México) es un futbolista mexicano, juega como mediocampista y actualmente juega en los Jaguares de Jalisco de la Liga de Balompié Mexicano.

## Estadísticas
Actualizado al último partido jugado el 9 de noviembre de 2019.
| La Piedad · México                                      | 2ª            | 2010-11       | 13  | 0 | -  | - | - | - | 13  | 0 |
| La Piedad · México                                      | Total club    | Total club    | 13  | 0 | 0  | 0 | 0 | 0 | 13  | 0 |
| Leones Negros · México                                  | 2ª            | 2011-12       | 21  | 1 | -  | - | - | - | 21  | 1 |
| Leones Negros · México                                  | Total club    | Total club    | 21  | 1 | 0  | 0 | 0 | 0 | 21  | 1 |
| Tecos · México                                          | 2ª            | 2012-13       | 20  | 2 | 6  | 0 | - | - | 26  | 2 |
| Tecos · México                                          | 2ª            | 2013-14       | 23  | 1 | 7  | 1 | - | - | 30  | 2 |
| Tecos · México                                          | Total club    | Total club    | 43  | 3 | 13 | 1 | 0 | 0 | 56  | 4 |
| Mineros de Zacatecas · México                           | 2ª            | 2014          | 0   | 0 | 6  | 0 | - | - | 6   | 0 |
| Mineros de Zacatecas · México                           | Total club    | Total club    | 0   | 0 | 6  | 0 | 0 | 0 | 6   | 0 |
| Lobos BUAP · México                                     | 2ª            | 2015          | 0   | 0 | 2  | 0 | - | - | 2   | 0 |
| Lobos BUAP · México                                     | Total club    | Total club    | 0   | 0 | 2  | 0 | 0 | 0 | 2   | 0 |
| Cafetaleros · México                                    | 2ª            | 2015-16       | 25  | 1 | 4  | 1 | - | - | 29  | 2 |
| Cafetaleros · México                                    | Total club    | Total club    | 25  | 1 | 4  | 1 | 0 | 0 | 29  | 2 |
| Dorados de Sinaloa · México                             | 2ª            | 2016-17       | 37  | 1 | 3  | 0 | - | - | 40  | 1 |
| Dorados de Sinaloa · México                             | Total club    | Total club    | 37  | 1 | 3  | 0 | 0 | 0 | 40  | 1 |
| CA Zacatepec · México                                   | 2ª            | 2017-18       | 25  | 1 | 5  | 0 | - | - | 30  | 1 |
| CA Zacatepec · México                                   | 2ª            | 2018          | 9   | 0 | 2  | 0 | - | - | 11  | 0 |
| CA Zacatepec · México                                   | Total club    | Total club    | 34  | 1 | 7  | 0 | 0 | 0 | 41  | 1 |
| Jaguares de Jalisco · México                            | 1ª            | 2020-21       | 0   | 0 | -  | - | - | - | 0   | 0 |
| Jaguares de Jalisco · México                            | Total club    | Total club    | 0   | 0 | 0  | 0 | 0 | 0 | 0   | 0 |
| Total carrera                                           | Total carrera | Total carrera | 173 | 7 | 35 | 2 | 0 | 0 | 208 | 9 |
| (1)Incluye datos de la Copa México. (2)Incluye datos de |               |               |     |   |    |   |   |   |     |   |